# Songe-Dolch
Der Songe-Dolch ist ein afrikanischer Dolch. Afrikanische Dolche wurden in verschiedenen Ländern und von verschiedenen Ethnien Afrikas als Kriegs-, Jagd-, Kultur- und Standeswaffe entwickelt und genutzt. Die jeweilige Bezeichnung der Waffe bezieht sich auf eine Ausprägung dieses Waffentyps, die einer bestimmten Ethnie zugeordnet wird.

## Beschreibung
Der Songe-Dolch hat eine gerade zweischneidige Klinge. Die Klinge hat einen starken Mittelgrat. Sie läuft vom  Heft zum Ort schmaler. Nach etwa einem Fünftel ist die Klinge zu einem scharfen Vorsprung auf jeder Schneidenseite ausgeschmiedet (siehe Bild Infobox). Danach wird die Klinge wieder zum Ort hin breiter, um in einer eckigen Spitze zu enden. In den Seitenhaken und vor dem Ort ist die Klinge mit drei runden Löchern durchbrochen. Das Heft ist aus Holz und mit Metalldraht umwickelt. Der Songe-Dolch wird von der Ethnie der Songe, Eki, Nsapo und Yakoma benutzt.